# Nkana Football Club
Il Nkana Football Club è un club calcistico zambiano di Kitwe. Con dodici campionati vinti è la squadra più titolata dello Zambia.

## Storia
Il club venne fondato nel 1935 come Rhokana United per poi assumere successivamente il nome di Nkana Red Devils nel 1981, semplificato poi in Nkana a partire dal 1992. Nel 1964 il club vinse il suo primo torneo, aggiudicandosi la Zambian Challenge Cup.
Nel 1982 si aggiudicò il suo primo campionato zambiano sotto la guida dell'inglese Jeff Butler, che porterà in dote alla squadra anche i tre successivi allori nazionali, con un record di dieci vittorie, dodici pareggi e zero sconfitte. Nel 1990 arrivò in finale della Coppa dei Campioni d'Africa 1990, persa contro gli algerini del JS Kabylie.
Nel disastro aereo che colpì la nazionale zambiana di calcio nel 1993, il Nkana perse tre membri del club: John Soko, Eston Mulenga e Numba Mwila.

## Palmarès

### Competizioni nazionali
- Campionato di calcio dello Zambia: 13

1982, 1983, 1985, 1986, 1988, 1989, 1990, 1992, 1993, 1999, 2001, 2013, 2019-2020
- Coppa dello Zambia: 6

1986, 1989, 1991, 1992, 1993, 2000
- Zambian Challenge Cup: 8

1964, 1966, 1992, 1993, 1998, 1999, 2000, 2007

### Altri piazzamenti
- Campionato di calcio dello Zambia:

Secondo posto: 2018
Terzo posto: 2016, 2017
- CAF Champions League:

Finalista: 1990
Semifinalista: 1989, 1991